# Смиља Ђаковић
Смиља Ђаковић (1895 — 1945) била је власница часописа Мисао. Имала је утицаја у очувању и афирмацији српске књижевности. По речима Јелене Скерлић Ћоровић „била је она жена од соја Дон Кихотовог, која је веровала својој визији и истрајавала до краја”. Помагала је многе писце, међу којима су Стеван Јаковљевић и Милан Јањушевић, а Тину Ујевићу дала је посао у редакцији часописа.
Три објављене приче обликоване су искуством рата и објављене под псеудонимом Јованка Петровић. Јелена Скерлић Ћоровић бележи да је неколико њених песама објављено под њеним правим именом у једном дечјем листу, а да је такође написала и један социјални роман. Исидора Секулић написала је есеј о њој, „Забележити име Смиље Ђаковић”, а Јелена Скерлић Ћоровић је спомиње у својој књизи Живот међу људима, мемоарски записи.

## Радови

### Чланци и други саставни делови
- Ујак Аксентије
- Безвлашће
- Послератни путници[3]

## Приватни живот
Смиља Ђаковић била је верена за брата Владислава Петковића Диса. Након његове смрти није се удавала.